# San Antonio (Copán)
Pour les articles homonymes, voir San Antonio (homonymie).
San Antonio est une municipalité du Honduras, située dans le département de Copán. La municipalité de San Antonio comprend 14 villages et 35 hameaux.

## Source de la traduction
- (en) Cet article est partiellement ou en totalité issu de l’article de Wikipédia en anglais intitulé « San Antonio, Copán » (voir la liste des auteurs).